# Campus Crusade for Christ

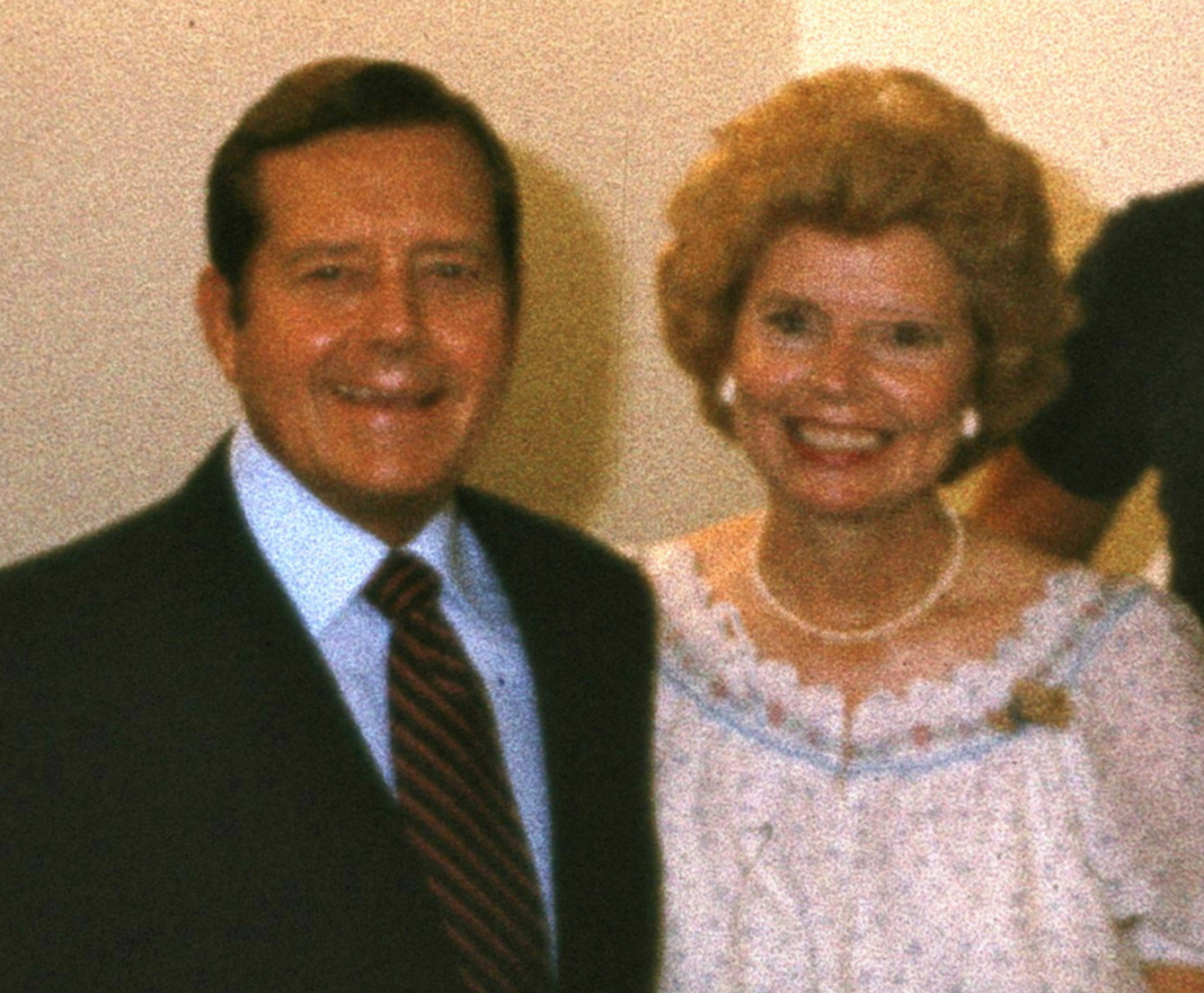
Bill Bright (1921-2003) en zijn vrouw Vonette (†2015) in 1980

Campus Crusade for Christ (CCC) is een internationale christelijke organisatie die zich ten doel stelt het christelijk geloof te verspreiden.

## Achtergrond en organisatie
Campus Crusade for Christ werd in 1951 opgericht door Bill Bright (1921-2003) als een organisatie die zich richtte op de bekering van studenten tot het christelijk geloof. De organisatie groeide uit tot een invloedrijk onderdeel van de Amerikaanse religious right-vleugel. CCC wordt beschouwd als "de grootste evangelische organisatie in de VS". Money Magazine (1996) beschreef het als "the most efficient religious ministry".
Campus Crusade for Christ heeft een jaarlijks budget van rond de 100 miljoen dollar, telt wereldwijd 27.000 werknemers en 225.000 vrijwilligers en is vertegenwoordigd in 191 landen en op meer dan 1.000 universiteiten. De Nederlandse afdeling werd in 1969 gesticht door Jan Herm Kits en heet tegenwoordig Stichting Agapè.
De organisatie heeft intussen afdelingen die zich – naast studenten - richten op professionals, families, militairen, politici, sporters en middelbare scholieren. De naam van de Amerikaanse tak van de organisatie werd in 2012 gewijzigd in Cru. Dit omdat het woord "Crusade" (kruistocht) negatieve associaties oproept. Cru zelf zegt: "Wij willen beter werken aan het verbinden van mensen met Gods liefde en vergeving. Het gaat om het mensen helpen te ervaren welk goed nieuws Jezus te bieden heeft".

## Afdelingen en projecten

### Jesus Film
Het Jesus Film Project ging in 1981 van start naar aanleiding van de film Jesus. In de film wordt het verhaal van Jezus verteld, naar aanleiding van het Evangelie volgens Lucas. De film werd in meer dan 800 talen vertaald en massaal verspreid. In sommige delen van de VS werd de film met steun van lokale kerken huis-aan-huis verspreid.

### Athletes in Action
Athletes in Action werkt samen met sporters en coaches en probeert zichtbaar te zijn onder zowel professionele als recreatieve sporters. Zij steunt onder andere het NFL Super Bowl Breakfast, waarbij ook een prijs wordt uitgereikt voor de speler die het meest karakter en leiderschap heeft getoond, zowel in de gemeenschap als op het veld. Ook heeft de organisatie verschillende basketbalteams met (christelijke) spelers die op College-niveau hebben gespeeld, of dat niveau (zouden moeten) aankunnen, die tegen de verschillende universiteitsteams spelen en daarbij getuigen van hun geloof.

### FamilyLife
CCC begon in 1976 met de organisatie van pre-huwelijkscursussen voor medewerkers. Deze cursus is bedoeld voor stellen die gaan trouwen. Dit was zo’n succes dat dit werk werd uitgebreid. Sinds 1976 hebben meer dan 1,5 miljoen mensen deze cursus gevolgd. Jaarlijks wordt deze ongeveer honderd keer gegeven, vaak in samenwerking met lokale kerken.

### Christelijke Ambassade
De Christelijke Ambassade werd in 1974 opgericht door Bill Bright. Deze organisatie richt zich op regeringsvertegenwoordigers, politici en hun stafmedewerkers, en diplomaten, en wil hen bereiken met het christelijk geloof. De organisatie heeft onder andere kantoren in Washington D.C. en in New York bij de Verenigde Naties. Op de organisatie was ook kritiek omdat in een video van de organisatie de indruk zou worden gewekt dat zij door het Pentagon werd gesteund. Doordat verschillende militairen in uniform en in het Pentagon werden geïnterviewd, ontstond het beeld dat het Pentagon CCC actief zou steunen.

### Global Aid Network
Global Aid Network (GAiN) is de humanitaire tak van CCC. Wereldwijd wordt er jaarlijks voor meer dan 30 miljoen dollar aan hulp geboden aan de armen. Ook organiseert GAiN verschillende zendingsreizen, zowel voor de korte als lange termijn.